# Себехей, Виктор
Виктор Себехей (21 августа 1921 Будапешт, Венгрия — 13 сентября 1997 Остин, США) — ключевая фигура в развитии и в конечном успехе программы Аполлон.

## Биография
Себехей родился в Будапеште в Венгрии в 1921 году. В 1947 году он покинул Венгрию и перебрался в США, где в 1956 году получил гражданство. В том же году безразмерное число, применяемое для изменчивых нестационарных потоков, получило название «число Себехея», а уже в 1957 году Юлиана, Королева Нидерландская, пожаловала ему рыцарский титул за достижения в области точных наук. В сентябрьском и октябрьском выпусках журнала Лунная Механика за 1977 год уравнение, которое было использовано им для определения потенциала силы тяжести Земли, планет, спутников и галактик, получило название «уравнение Себехея».
В разное время он сотрудничал с американской корпорацией General Electric, Йельским Университетом, Нидердандскими Королевскими ВМС, ВВС США, НАСА и Техасским УНиверситетом в Остине. Среди областей его исследований были орбитальный мусор и защита планеты от воздействия космических тел.
Себехей является автором научного труда «Гидродинамика кораблей во время слемминга» и соавтором книги «Поведение судов на встречных волнах», а также ряда других книг.
Первая книга Себехея «Теория орбит», является важным трудом в области небесной механики, касавшимся проблемы трёх тел. Данная работа имела практическое применение при реализации программы Аполлон. В 1978 году он стал первым лауреатом премии Дирка Брауэра, которая была присвоена ему Отделением Небесной Механики при Американском Астрономическом Обществе.
Виктор Себехей скончался в г. Остин, штат Техас в 1997 году в возрасте 76 лет.